# SN 2011gh
SN 2011gh – supernowa typu Ib/c odkryta 19 września 2011 roku w galaktyce NGC 2405. W momencie odkrycia miała maksymalną jasność 18,30m.